# Ladislav Vomáčko
Ladislav Vomáčko (12. dubna 1944 – 6. července 2019) byl český politik, v letech 2004 až 2006 a opět 2008 až 2010 poslanec Poslanecké sněmovny PČR, v letech 1994 až 2006 zastupitel města Poděbrady, člen ČSSD.

## Biografie
V komunálních volbách roku 1994, komunálních volbách roku 1998 a komunálních volbách roku 2002 byl zvolen do zastupitelstva města Poděbrady za ČSSD. komunálních volbách roku 2006 a komunálních volbách roku 2010 sem kandidoval neúspěšně. Profesně se uváděl jako podnikatel.
Ve volbách v roce 2002 kandidoval do poslanecké sněmovny za ČSSD (volební obvod Středočeský kraj). Nebyl zvolen, ale do sněmovny usedl dodatečně v září 2004. V letech 2004–2005 byl členem sněmovního ústavněprávního výboru, pak v letech 2005–2006 členem výboru pro veřejnou správu, regionální rozvoj a životní prostředí. Ve sněmovně setrval do voleb v roce 2006. V nich sice kandidoval, ale nebyl zvolen. Opětovně se ale do sněmovny dostal dodatečně jako náhradník, v říjnu 2008 poté, co ze sněmovny do senátu odešel Josef Řihák. Zasedl do sněmovního výboru pro zdravotnictví.
Zemřel dne 6. července 2019 ve věku 75 let.